# Олейник, Тамара Викторовна
Тамара Викторовна Олейник (род. 17 декабря 1943, Зима, Иркутская область, РСФСР, СССР) — советская и российская актриса театра, народная артистка Российской Федерации (2001).

## Биография
Тамара Викторовна Олейник родилась 17 декабря 1943 года на станции Зима, Иркутская область. В 1965 году окончила Иркутское театральное училище и была принята в труппу Иркутского драматического театра имени Н. П. Охлопкова.
На сцене Иркутского драматического театра Тамара Викторовна исполнила большое количество ролей и уже спустя пару лет стала одной из его ведущих актрис. Будущий муж актрисы — проректор ИГУ, философ Алексей Алексеевич Потапов.
В 1978 году Тамара Викторовна Олейник удостоилась почётного звания «Заслуженная артистка РСФСР». Одним из увлечений актрисы во время работы в театре было пение.
В 2001 году Тамаре Викторовне было присвоено почётное звание «Народная артистка Российской Федерации».
Тамара Викторовна перестала выходить на сцену несколько лет назад, когда ушёл из жизни её супруг. Единственный сын актрисы — Евгений Потапов, проживает в ближнем зарубежье и является мастером IT-технологий.

## Роли в театре
- «Трёхгрошовая опера», Б. Брехт — Люси
- «Доходное место», А. Островский — Анна Павловна
- «Орфей спускается в ад», Т. Уильямс — Кэрол Катрир
- «Аристократы», Н. Погодин — Соня
- «Ужасные родители», Ж. Кокто — Леони, Мадлен
- «Макбет», У. Шекспир — Леди Макбет
- «Три сестры», А. Чехов — Ольга
- «Мамаша Кураж и её дети», Б. Брехт — Анна Фирлинг
- «Круглый стол под абажуром», В. Арро — Нелли
- «Звёзды на утреннем небе», А. Галин — Клара
- «Гарольд и Мод», К. Хиггинс — Мод
- «Деревья умирают стоя», А. Касона — Бабушка
- «Правда – хорошо, а счастье лучше», А. Островский — Фелицата, нянька Поликсены
- «Пиковая дама», А. Пушкин — Графиня Анна Федотовна
- «Синие кони на красной траве», М. Шатров — Пивоварова
- «Сибирский экспресс», Л. Шинкарев — Клавдия
- «Смерть Тарелкина», А. Сухово-Кобылин — Брандахлыстова
- «Семь жён Синей бороды», А. Володин — Идеалистка

## Награды
- (1978) — Заслуженная артистка РСФСР
- (2001) — Народная артистка Российской Федерации[4]